# Сандер Вестерфельд
Сандер Вестерфельд (нід. Sander Westerveld, нар. 23 жовтня 1974, Енсхеде) — нідерландський футболіст, що грав на позиції воротаря.
Насамперед відомий виступами за «Ліверпуль», «Вітесс» та «Реал Сосьєдад», а також національну збірну Нідерландів.

## Клубна кар'єра
Вихованець футбольної школи  «Твенте». Дорослу футбольну кар'єру розпочав 1994 року в основній команді того ж клубу, в якій провів один сезон, взявши участь у 14 матчах чемпіонату.
Своєю грою за цю команду привернув увагу представників тренерського штабу «Вітесса», до складу якого приєднався 1995 року. Відіграв за команду з Арнема наступні чотири сезони своєї ігрової кар'єри. Більшість часу, проведеного у складі «Вітесса», був основним голкіпером команди.
Протягом 1999—2001 років захищав кольори «Ліверпуля». За цей час виборов титул володаря Кубка Англії, ставав володарем Кубка англійської ліги, володарем Суперкубка Англії з футболу, володарем Кубка УЄФА та володарем Суперкубка УЄФА.
2001 року уклав контракт з клубом «Реал Сосьєдад», у складі якого провів наступні чотири роки своєї кар'єри гравця.
Згодом, з 2004 по 2011 рік, грав у складі команд клубів «Мальорка», «Портсмут», «Евертон», «Альмерія», «Спарта» та «Монца».
2011 року перебрався до Південної Африки, де протягом двох сезонів грав за «Аякс» (Кейптаун), після чого протягом року опікувався підготовкою воротарів у його клубній структурі.

## Виступи за збірну
1999 року дебютував в офіційних матчах у складі національної збірної Нідерландів. За п'ять наступних років провів у формі головної команди країни 6 матчів і пропустив 8 голів.
У складі збірної був учасником чемпіонату Європи 2000 року у Бельгії та Нідерландах, а також чемпіонату Європи 2004 року у Португалії.

## Титули і досягнення
- Володар Кубка Англії (1):

«Ліверпуль»: 2000-01
- Володар Кубка англійської ліги (1):

«Ліверпуль»: 2000-01
- Володар Суперкубка Англії (1):

«Ліверпуль»: 2001
- Володар Кубка УЄФА (1):

«Ліверпуль»: 2000-01
- Володар Суперкубка УЄФА (1):

«Ліверпуль»: 2001
- Бронзовий призер чемпіонату Європи:

 Нідерланди: 2000, 2004